# شهرستان بارون (ویسکانسین)
شهرستان بارون، ویسکانسین (به انگلیسی: Barron County, Wisconsin) یک سکونتگاه مسکونی در ایالات متحده آمریکا است که در ویسکانسین واقع شده‌است.

## خصوصیات
شهرستان بارون ۲٬۳۰۵٫۱ کیلومترمربع مساحت دارد.